# Cnaeus Lentulus Batiatus
Cnaeus Lentulus Batiatus est le propriétaire de l’école de gladiateurs de Capoue à l'époque de la guerre contre Quintus Sertorius durant le Ier siècle av. J.-C.
Cette école était composée en majorité de  Thraces (dont Spartacus) et de Gaulois (dont Crixus et Œnomaüs). Durant le consulat de Cassius et Lucullus (73 av. J.-C.), les gladiateurs se révoltèrent et une partie d'entre eux parvint à s'enfuir, déclenchant la troisième guerre servile.

## Sources antiques
- En 65, Salluste, Histoires, CCXCV.

« Soixante-treize esclaves, détenus à Capoue dans une académie de gladiateurs, brisent leurs armes et se réfugient sur le mont Vésuve […]. »

« Ce fut vers ce temps-là qu'eut lieu le soulèvement des gladiateurs et le pillage de l'Italie, qu'on nomme aussi la guerre de Spartacus et dont voici l'origine. Un certain Lentulus Batiatus entretenait à Capoue des gladiateurs, la plupart Gaulois ou Thraces. Étroitement enfermés, quoiqu'ils ne fussent coupables d'aucune mauvaise action, mais par la seule injustice du maître qui les avait achetés, et qui les obligeait malgré eux de combattre, deux cents d'entre eux firent le complot de s'enfuir. Leur projet ayant été découvert, soixante-dix-huit, qui furent avertis, eurent le temps de prévenir la vengeance de leur maître ; ils entrèrent dans la boutique d'un rôtisseur, se saisirent des couperets et des broches et sortirent de la ville […]. »

- En 10, Tite-Live, Periochae, XCV.

« À Capoue soixante-quatorze gladiateurs de la troupe d'un certain Lentulus, s'enfuient, et rassemblant une multitude d'esclaves libres et incarcérés entrent en campagne sous la conduite de Crixus et de Spartacus […]. »

- En 30, Velleius Paterculus, Histoire Romaine, II, 30.

« Pendant qu’on guerroyait en Espagne contre Sertorius soixante-quatre esclaves évadés d'une école de gladiateurs s'enfuirent de Capoue sous la conduite de Spartacus, volèrent des épées dans cette ville et gagnèrent d'abord le Vésuve […]. »

- En 110, Plutarque, Vies, Crassus, IX.

- En 130, Florus, Abrégé d'histoire romaine, IX, 21.

« Spartacus, Crixus, Œnomaüs, après avoir brisé les portes de l'école de Lentulus, s'enfuirent de Capoue avec trente hommes au plus de leur espèce […]. »

- En 160, Appien, Guerres civiles, I, 116.

« À cette même époque, en Italie, parmi les gladiateurs destinés aux spectacles de ce nom, que les Romains faisaient nourrir à Capoue, était un Thrace, nommé Spartacus, qui avait antérieurement servi dans quelque légion, et qui, fait prisonnier de guerre et vendu, se trouvait depuis dans le nombre des gladiateurs. Il persuada à soixante-dix de ses camarades de braver la mort pour recouvrer la liberté, plutôt que de se voir réduits à servir de spectacle dans les arènes des Romains ; et forçant ensemble la garde chargée de veiller sur eux, ils s'échappèrent […]. »

- En 370, Eutrope, Abrégé de l'histoire romaine, VI, 6.

« Mais tout à coup une guerre nouvelle éclata en Italie. En effet, soixante-quatorze gladiateurs, sous la conduite de Spartacus, de Crixus et d’Œnomaüs, après avoir brisé les portes de la salle d’armes à Capoue, s’enfuirent et se répandirent dans l’Italie […]. »

- En 415, Paul Orose, Histoires contre les païens, V, 24.

« En l'an 679 de Rome et durant le consulat de Lucullus et Cassius, soixante-quatorze gladiateurs s’échappent de l'école d'entrainement de Cnaeus Lentulus à Capoue. Sous le commandement de Crixus et Œnomaüs, qui étaient Gaulois, et de Spartacus, un Thrace, les fugitifs occupent le mont Vésuve […]. »

## Apparitions dans des films et séries
Le personnage de Lentulus Batiatus est joué en :
- 1953 par Umberto Silvestri dans le film Spartacus de Riccardo Freda.
- 1960 par Peter Ustinov dans le film Spartacus de Stanley Kubrick. La performance d'Ustinov lui a valu l'Oscar du meilleur acteur dans un second rôle en 1961[3].
- 2004 par Ian McNeice dans le téléfilm Spartacus de Robert Dornhelm.
- 2004 par D.Dy dans la comédie musicale Spartacus le gladiateur d'Élie Chouraqui.
- 2010-2011 par John Hannah dans la première saison de Spartacus  puis dans sa préquelle Spartacus : Les Dieux de l'arène[4].